# Crodo
Crodo is een gemeente in de Italiaanse provincie Verbano-Cusio-Ossola (regio Piëmont) en telde in 2022 circa 1420 inwoners. De oppervlakte bedraagt 61,8 km², de bevolkingsdichtheid is 24 inwoners per km².
De volgende frazioni maken deel uit van de gemeente: Cravegna.
In Crodo wordt sinds 1965 Crodino, een aperitiefdrankje, geproduceerd.

## Demografie
Crodo telt ongeveer 660 huishoudens. Het aantal inwoners daalde in de periode 1991-2001 met 8,1% volgens cijfers uit de tienjaarlijkse volkstellingen van ISTAT.
| Jaar | Inwoneraantal |
| ---- | ------------- |
| 1991 | 1614          |
| 2001 | 1483          |

## Geografie
De gemeente ligt op ongeveer 508 m boven zeeniveau.
Crodo grenst aan de volgende gemeenten: Baceno, Crevoladossola, Montecrestese, Premia, Varzo.

## Crodino
In het kuuroord Crodo, in de Valle Antigorio, vlak bij het Lago Maggiore, werd in 1964 het alcoholvrije aperitief Crodino ontwikkeld. Basis is het bronwater uit de Fonte Lisiel, ontdekt in 1685. Dit wordt aangevuld met kruiden als kaneel, nootmuskaat en vanille, plus een extract van zuidvruchten. In 1995 werd het merk overgenomen door Campari.
Antrona Schieranco · Anzola d'Ossola · Arizzano · Arola · Aurano · Baceno · Bannio Anzino · Baveno · Bee · Belgirate · Beura-Cardezza · Bognanco · Borgomezzavalle · Brovello-Carpugnino · Calasca-Castiglione · Cambiasca · Cannero Riviera · Cannobio · Caprezzo · Casale Corte Cerro · Cavaglio-Spoccia · Ceppo Morelli · Cesara · Cossogno · Craveggia · Crevoladossola · Crodo · Cursolo-Orasso · Domodossola · Druogno · Falmenta · Formazza · Germagno · Ghiffa · Gignese · Gravellona Toce · Gurro · Intragna · Loreglia · Macugnaga · Madonna del Sasso · Malesco · Masera · Massiola · Mergozzo · Miazzina · Montecrestese · Montescheno · Nonio · Oggebbio · Omegna · Ornavasso · Pallanzeno · Piedimulera · Pieve Vergonte · Premeno · Premia · Premosello-Chiovenda · Quarna Sopra · Quarna Sotto · Re · San Bernardino Verbano · Santa Maria Maggiore · Stresa · Toceno · Trarego Viggiona · Trasquera · Trontano · Valle Cannobina · Valstrona · Vanzone con San Carlo · Varzo · Verbania · Vignone · Villadossola · Villette · Vogogna